# Sant Esteve de Biure
Sant Esteve de Biure és una església del municipi de Biure (Alt Empordà) protegida com a bé cultural d'interès local.

## Descripció
Situada dins del nucli urbà de la població de Biure, al bell mig del terme, delimitada per la plaça de la Constitució i el carrer Processó.
Església d'una sola nau amb capelles laterals i capçalera poligonal, capçada a tramuntana. La nau està coberta amb volta de canó i arestes, separada per arcs torals recolzats als murs laterals. L'absis també presenta coberta poligonal d'arestes. Les capelles laterals, que no es marquen en planta, estan cobertes amb voltes de mig punt i obertes a la nau mitjançant arcs adovellats. Als peus del temple hi ha el cor, amb barana d'obra i sostingut amb un gran arc rebaixat adovellat, recolzat als murs laterals. L'absis està il·luminat per dues petites finestres de mig punt bastides en pedra. La façana principal presenta un portal d'accés rectangular, emmarcat amb carreus de pedra i la llinda plana gravada amb una inscripció i la data 1702. Damunt seu hi ha una fornícula emmarcada amb pilastres de pedra coronades per esferes i rematada amb un frontó triangular. A l'interior hi ha la imatge del patró del temple. A la part superior del parament hi ha un rosetó adovellat. El campanar, ubicat a l'extrem de llevant de la façana, presenta el basament de planta quadrada i el cos superior octogonal amb grans obertures de mig punt. A l'extrem de ponent de la façana hi ha un rellotge de sol repintat. Cal destacar la finestra de la sagristia, situada al mur de llevant del temple. Presenta la mateixa tipologia que les obertures de l'absis i presenta la data 1703 gravada a la llinda. A l'interior de l'església, una de les piques beneiteres presenta la data 1627.
El temple està bastit amb pedra desbastada de diverses mides lligada amb abundant morter de calç. Les cantonades presenten carreus ben escairats.

## Història
L'església de Sant Esteve de Biure és esmentada per primera vegada en un document datat l'any 1107 com "Sci. Stephani de Benevivere". Posteriorment apareix esmentada a les Rationes decimarum dels anys 1279 i 1280 com la "ecclesia de Biure". En els nomenclàtors diocesans del segle xiv apareix com a l'"ecclesia parrochialis sancti Stephani de Biure".